# Kaggodlu, Madikeri
Kaggodlu là một làng thuộc tehsil Madikeri, huyện Kodagu, bang Karnataka, Ấn Độ.